# Compsophorus holerythros
Compsophorus holerythros là một loài tò vò trong họ Ichneumonidae.